# Cal Met (Tiana)
Cal Met és una masia gòtica de Tiana (Maresme) protegida com a bé cultural d'interès local.

## Descripció
És un edifici civil; es tracta d'una masia amb alçat compost per planta baixa i pis, coberta amb una teulada amb dos vessants i el carener perpendicular a la façana. S'ha de tenir en compte que el vessant dret ha estat modificat i rebaixat a la seva alçada.
Destaquen, del conjunt, les dues finestres d'estil gòtic, amb forma d'arc conopial lobulat, possiblement de la construcció inicial, i la porta amb els brancals de pedra, reformada a la part superior, de manera que forma un arc escarser amb maons situats de cantell.
A la part superior de l'entrada hi ha inscrita la data de 1672. L'interior conserva els sostres amb bigues de fusta vista, suportades per arcades de pedra picada. Hi ha una construcció d'estil neoclàssic, construïda i annexada a la banda dreta de l'edifici, coneguda com Ca la Lola Anglada.